# Distretto di Eferding
Il distretto di Eferding (in tedesco: Bezirk Eferding) è uno dei distretti dello stato austriaco dell'Alta Austria.

## Geografia antropica
Il distretto è diviso in 12 comuni di cui 1 con status di città e 3 con diritto di mercato.

### Città
1. Eferding (3.152)

### Comuni mercato
1. Aschach an der Donau (2.140)
2. Prambachkirchen (2.625)
3. Sankt Marienkirchen an der Polsenz (1.985)

### Comuni
1. Alkoven (4.776)
2. Fraham (1.939)
3. Haibach ob der Donau (1.232)
4. Hartkirchen (4.011)
5. Hinzenbach (1.649)
6. Pupping (1.855)
7. Scharten (1.780)
8. Stroheim (1.582)

(Popolazione al 15 maggio 2001)